# Hinderlaag

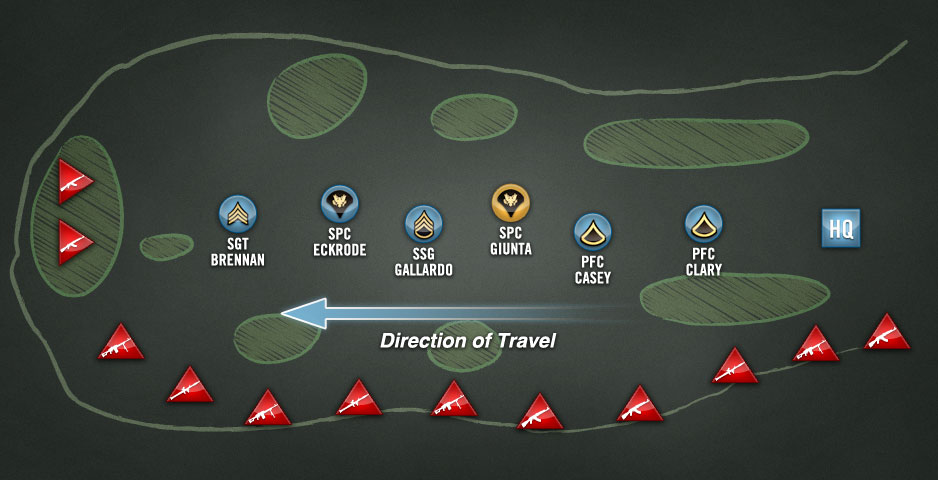
Paratroepen van het Amerikaanse 503e infanterieregiment lopen in een klassieke L-vormige hinderlaag van de Taliban. Korengalvallei, Noordoost-Afghanistan

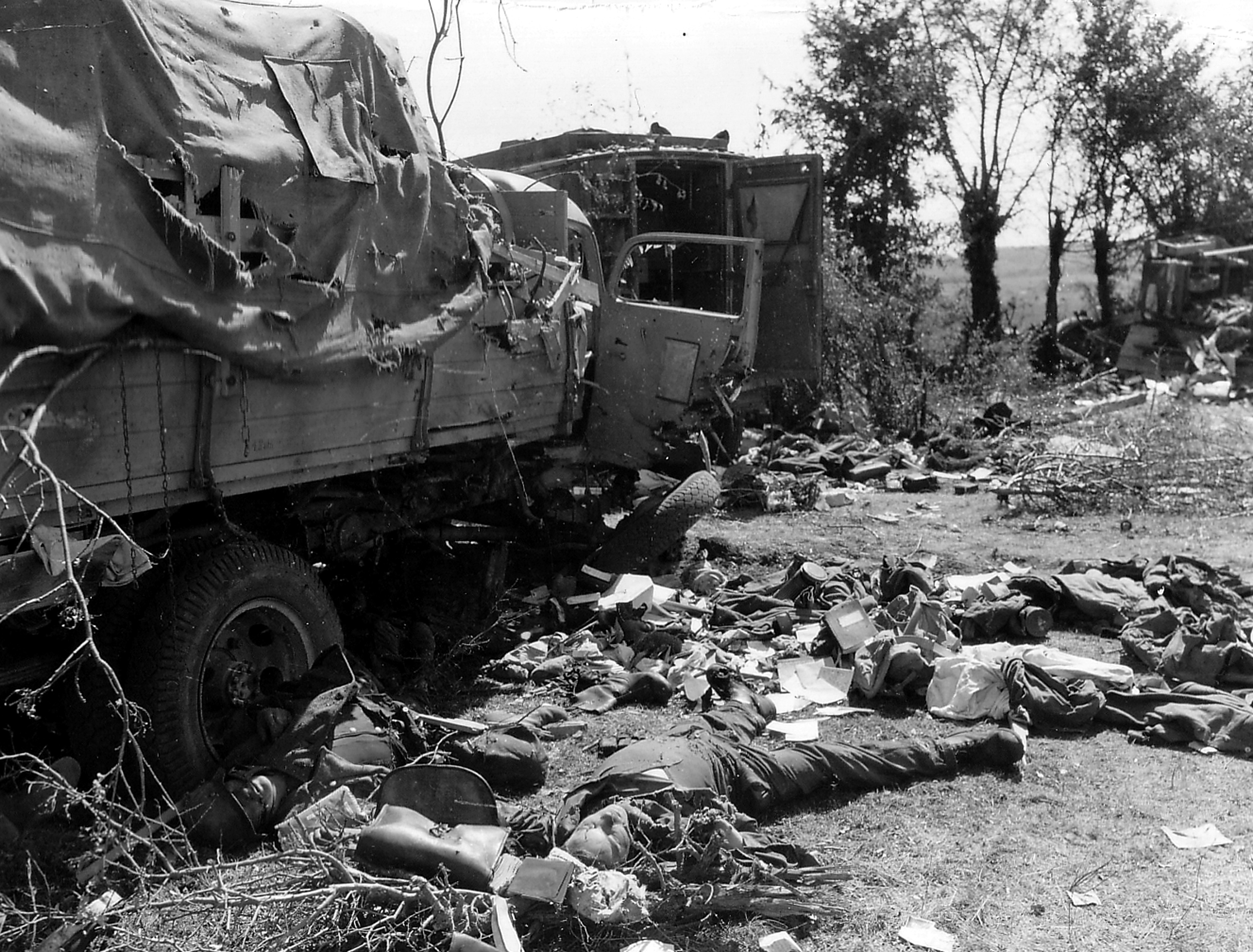
Duitse soldaten die bij Chambois in een hinderlaag zijn gereden, 1944

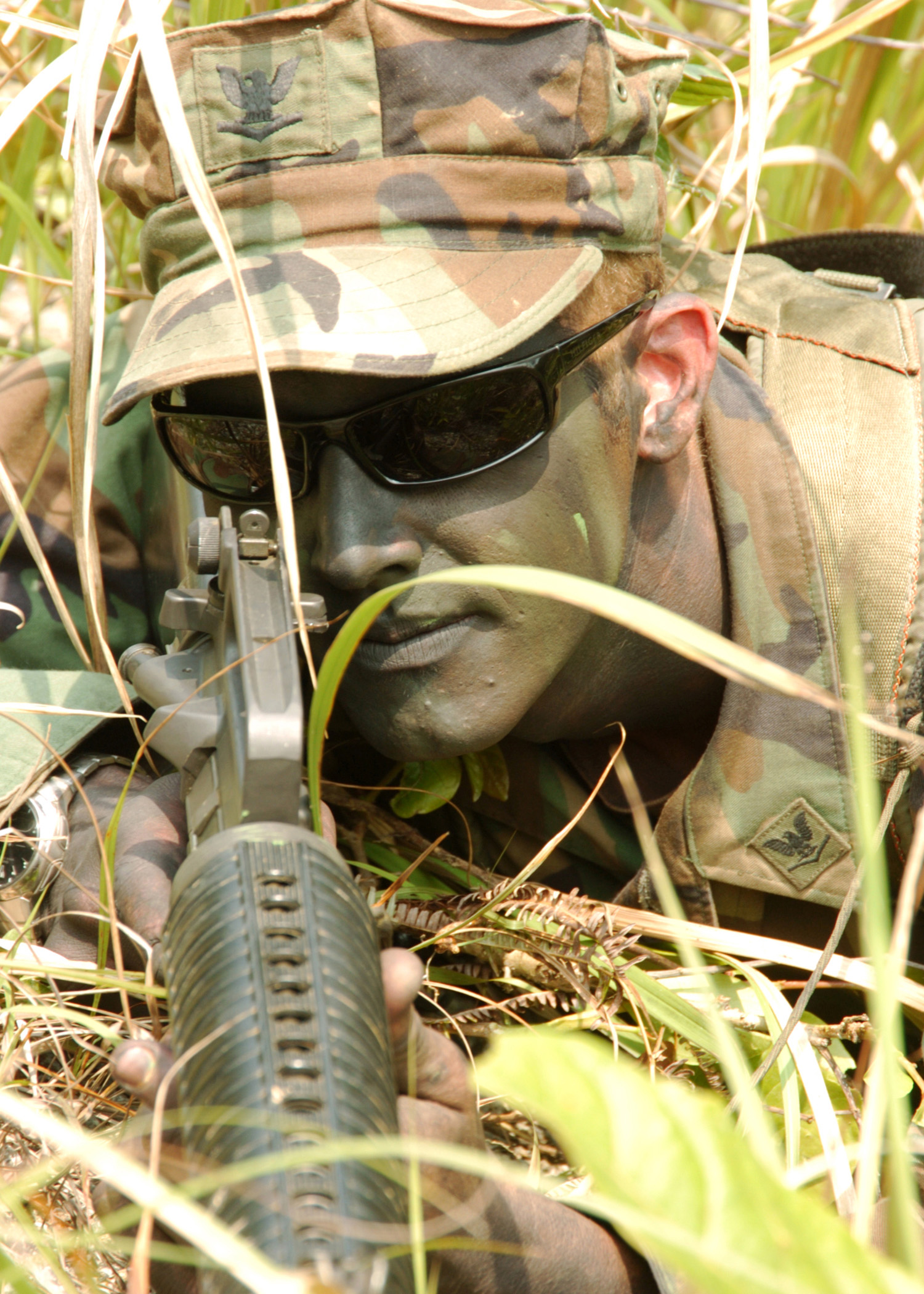
Amerikaanse soldaat tijdens een oefening op Okinawa, 2006

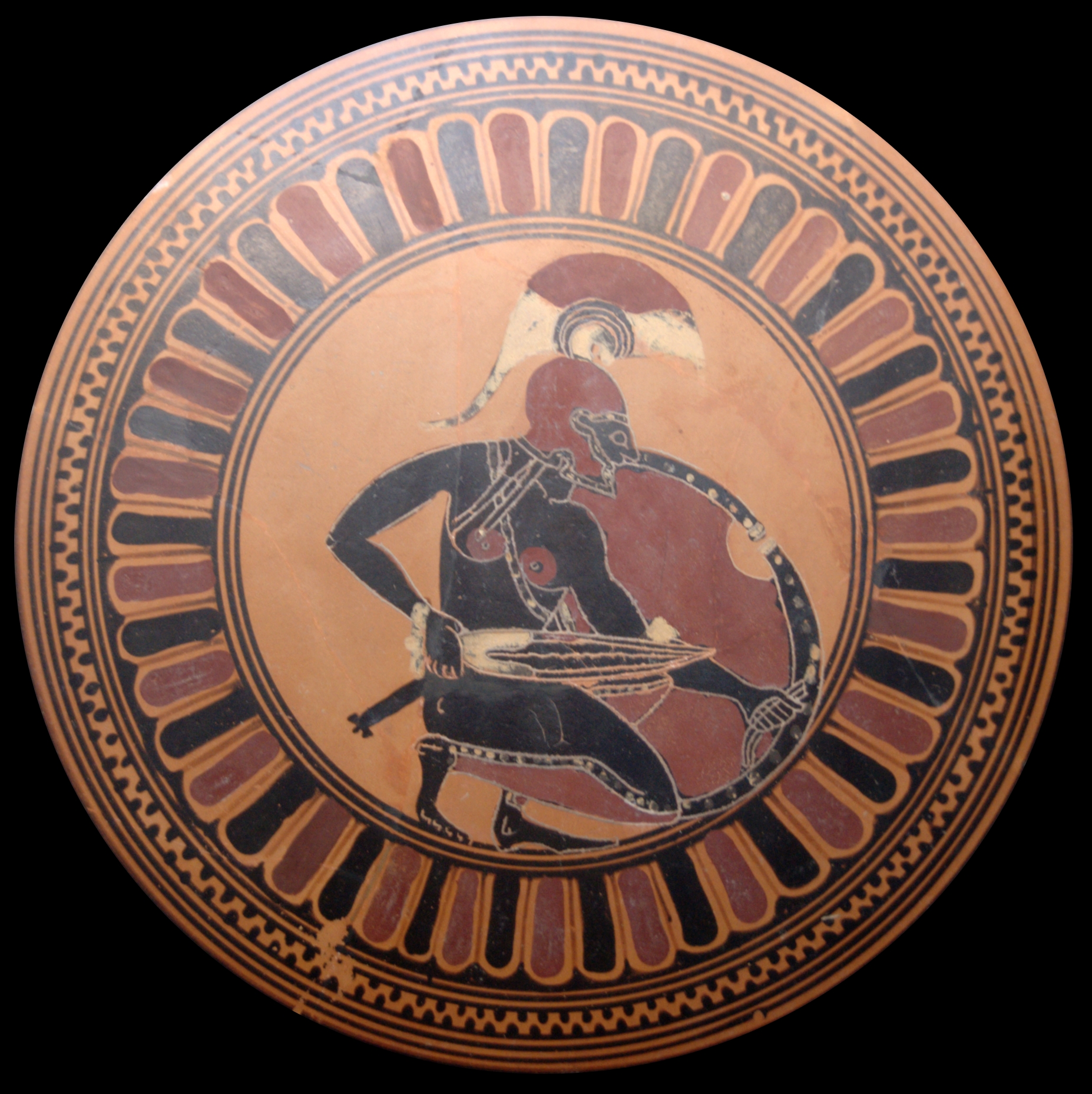
Knielende krijger met getrokken zwaard, mogelijk Achilles in hinderlaag voor Troilus

Een hinderlaag is een positie van waaruit een verrassingsaanval gedaan kan worden op een langstrekkend doelwit. Hinderlagen hebben van oudsher een belangrijk onderdeel gevormd van de militaire tactiek en zijn al zo oud als de krijgsvoering zelf. De tactiek wordt ook gebruikt door guerrillagroepen, terroristen, scherpschutters en criminelen. Op het water kunnen kleine, snelle boten voor de kust in hinderlaag liggen, of verscholen achter riffen, eilanden of grotere schepen. Verder zijn tactische onderzeeërs, zoals de Duitse U-boten, bij uitstek geschikt om onopgemerkt een langsvarend schip aan te vallen.
Een aanvaller kan vaak met weinig moeite een hinderlaag opzetten, terwijl de verdediger met allerlei mogelijkheden rekening moet houden, zodat de hinderlaag een geliefde tactiek is van de zwakste of lichtst bewapende partij in een conflict. Toch zijn er ook risico's verbonden aan het werken met hinderlagen, vooral vanwege het vaak statische karakter en de kans op ontdekking.

## Gebruik van een hinderlaag
Alleen al de mogelijkheid in een hinderlaag te lopen kan erg belemmerend zijn. Wie reden heeft om te vrezen voor hinderlagen, zal op zijn hoede moeten zijn, kwetsbare punten moeten beschermen en het terrein grondig moeten verkennen, wat uitputtend is en de voortgang vertraagt.
De aanvaller kan op diverse manieren profiteren van een hinderlaag, onder andere:
- Het doelwit kan op een onverwacht moment aangevallen worden, wanneer de tegenstander niet op zijn hoede is.
- Het doelwit kan vanuit een onverwachte richting benaderd worden, bijvoorbeeld in de flank of achterhoede, waar verdediging vaak moeilijk is.
- Aanvallers in hinderlaag kunnen samenwerken met reguliere troepen, zodat de verdedigers hun aandacht en kracht zullen verdelen.
- De hinderlaag kan gelegd worden om terreinvoordeel uit te buiten. In extreme gevallen kan een enkele soldaat honderden tegenstanders tegenhouden.
- Lichtbewapende, beweeglijke troepen kunnen vanuit een hinderlaag een bliksemaanval doen en zich dan terugtrekken.

## Bezwaren bij het toepassen van hinderlagen
Troepen die in hinderlaag liggen zijn vaak statisch, maar niet per se. Zo kan een potentiële aanvaller onder dekking van landschap of slecht zicht meetrekken met het doelwit. Uit verschillende posities die als hinderlaag kunnen dienen, kan dan de meest geschikte gekozen worden.
Vooral statische hinderlagen houden ook voor de aanvaller bezwaren in. Een hinderlaagpositie zal zelden meerdere malen tegen dezelfde vijand gebruikt kunnen worden. Ontdekking of verraad zijn zeer bedreigend: niet alleen wordt de positie waardeloos, er is ook kans op omsingeling of een tegenaanval. Vanwege de noodzaak de positie geheim te houden, zal het vaak moeilijk zijn de troepen die in hinderlaag liggen te bevoorraden of van informatie te voorzien. Tijdens het wachten op het doelwit kunnen vuurwapens maar beperkt gebruikt worden, vanwege de rook, de flits en het geluid. Een ander knelpunt bij het gebruik van hinderlagen is het gedrag van de tegenpartij: hinderlagen voor specifieke doelwitten zijn alleen bruikbaar als de route en het tijdschema van het doelwit bekend of enigszins voorspelbaar zijn.

## Voorbeelden
- Bij een colonne van twintig tanks op een smalle weg laat een aanvalsgroep met draagbare raketwerpers veelal de voorste voertuigen door. Als bijvoorbeeld de zesde tank vanuit de hinderlaag vernietigd wordt, blokkeert deze de weg, zodat de colonne in tweeën gedeeld wordt, waarbij twee derde afgesneden is van de commandant die gewoonlijk in een van de voorste tanks zit. Dit leidt vaak tot chaos bij de verdedigers. Afhankelijk van het resultaat van de aanval kan de hinderlaaggroep daarna de rest van de colonne onder vuur nemen of de aftocht kiezen.
- Bij de tweede slag bij Dorylaeum (1147) deden snelle bereden boogschutters van de Seltsjoeken uitvallen naar de kruisvaarders en vluchtten dan. Achtervolgende ridders werden weggelokt en verslagen, waarna de Seltsjoeken het voetvolk konden aanvallen.
- Wenteltrappen in burchten waren vaak smal of van een versmalling voorzien, zodat er maar een indringer tegelijk naar boven kon. Wie aanviel vanuit een nis boven de versmalling, kon de voorste vijand doden en daardoor de trap vrijwel helemaal blokkeren. Naast de verrassing had de verdediger in de hinderlaag nog meer voordelen. Allereerst stond hij hoger dan de indringer. Verder kon hij zijn zwaard vrijuit gebruiken, omdat de wenteltrappen in klokrichting naar boven draaiden. Daardoor had de (rechtshandige) indringer last van de spil van de trap, maar de verdediger niet.
- Bonnie en Clyde werden gedood door wetsdienaren die ruim 36 uur in de struiken hadden gelegen langs een route die door het stel gebruikt werd.

## Etymologie
In het Middelnederlands en het Vroegnieuwnederlands had het zelfstandig naamwoord laag of lage als hoofdbetekenis "valstrik" of "achterbaksheid". Dit is bijvoorbeeld te zien in de Bijbel in Statenvertaling: Koning Saul beschuldigt zijn zoon Jonatan en zijn schoonzoon David ervan tegen hem samen te spannen. De laatste heeft een groep van vierhonderd mannen bij zich, door Saul beschouwd als een guerillaleger:
[…] mijn zoon heeft mijn knecht tegen mij opgewekt, tot een lagenlegger, gelijk het te dezen dage is.— 1 Samuel 22:8
In de loop van de zeventiende eeuw veranderde de betekenis van het woord laag en werd het niet meer begrepen als valstrik, zodat het verduidelijkt werd door het woord hinder ervoor te voegen. Het Middelnederlandse bijwoord hinder is vergelijkbaar met het Duitse hinter en het Engelse behind en betekende dus "achter". Het zelfstandig naamwoord hinder betekende echter "last" of "overlast". Beide betekenissen kunnen bijgedragen hebben aan de samenstelling hinderlaag en etymologen antwoorden verschillend op de vraag welke betekenis de overhand had. Philippa et al legt het woord hinderlaag uit als "achterbakse valstrik" en ziet er dus een tautologie in, die noodzakelijk was geworden door de betekenisverschuiving van het woord laag. Schröder daarentegen meent dat hinder uitgelegd moet worden als "achter" en beschouwt een hinderlaag als iets waar een aanvaller zich achter verschuilt.